# ジョン・ハンド (アメリカンフットボール)
ジョン・ハンド（Jon Hand 1963年11月13日- ）はアラバマ州シラコーガ出身のアメリカンフットボール選手。ポジションはディフェンシブエンド。
アラバマ大学では最終学年の1985年に77タックル、1サック、1インターセプト、3ファンブルフォースをあげるとともに、FGをブロック、スポーティングニュースからオールアメリカセカンドチームに選ばれた。
1986年のNFLドラフト1巡全体4位でインディアナポリス・コルツに指名された。コルツでは先発110試合を含む121試合に出場した。同年には5サック、2ファンブルリカバー、1インターセプト、プロフットボール・ウィークリーからオールルーキーチームに選ばれた。
1987年はチームのディフェンシブラインマントップの67タックルをあげた。
1988年にはチームトップの5サック、1989年にもチームトップで、リーグ7位の10サックをあげた。
現役引退後は、バーガーキングのチェーン店のオーナーを務めている。